# Gronotoma
Gronotoma is een geslacht van vliesvleugelige insecten van de familie Figitidae.

## Soorten
- G. allotriaeformis (Giraud, 1860)
- G. bistriata (Thomson, 1862)
- G. excavata (Kieffer, 1901)
- G. nigra Ionescu, 1963
- G. nigricornis Kieffer, 1901
- G. phytomyzae (Kieffer, 1904)
- G. ruficornis (Kieffer, 1901)
- G. sculpturata (Forster, 1855)